# Výskumný ústav zváračský - Priemyselný inštitút SR
Výskumný ústav zváračský (VÚZ ), dříve Výskumný ústav zváračský-Priemyselný inštitút SR (VÚZ-PI SR), je slovenská organizace, která se zaměřuje na řešení vědecko-výzkumných úkolů v oblasti svařování. Založena byla slovenským pionýrem svařování Jozefem Čabelkou v roce 1949 v Bratislavě, kde sídlí dodnes.

## Historie
Jozef Čabelka využil poválečného vývoje v Československu, kdy se pokusil podpořit rozvíjející průmysl, vznikem ústavu, který byl schopný řešit jakoukoli problematiku v oblasti rozvoje a aplikace – relativně nové technologie – svařování.
Za podpory Československého svazu pro svařovací techniku a jeho členů – včetně vysokoškolských profesorů (Píšek, Faltus, Jareš, Zedník, Cigánek), a podniků Československých hutí, Československých závodů kovodělných a strojních a Oblastního ředitelství kovoprůmyslu v Bratislavě – předložil Čabelka návrh na založení VÚZ již 1. února 1947 tehdejšímu Ministerstvu průmyslu. Zřizovateli se staly Československé hutě a Československé závody kovodělné a strojní. O téměř rok a půl, 4. května 1948 došlo ke změně návrhu na celostátní působnost ústavu. Za další rok a půl, 1. prosince 1949 převzaly oficiálně majetek VÚZ Československé hutě od Pověřenců průmyslu a obchodu.
První technické vybavení pořídil Čabelka ze získaného ocenění nadace J. F. Lincolna v roce 1947.
Čabelka řídil VÚZ až do roku 1961, kdy byl na politický nátlak ze SSSR odvolán.

## Současnost
I v současnosti působí VÚZ v oblasti svařování a příbuzných technologií. Je členem 'International Institute of Welding – IIW a European Federation for Welding – EWF. Ústav působí – stejně jako na počátku své existence – jako podpora průmyslových podniků se zaměřením na rozvoj materiálového inženýrství, svařování, žárového stříkání, tepelného řezání a dalších souvisejících činnostech.